# Centrale nucléaire de Tōkai
La centrale nucléaire de Tōkai (東海発電所, Tōkai hatsudensho) est une centrale nucléaire exploitée par la Compagnie japonaise de l'énergie atomique (JAPC). Elle est implantée à Tōkai dans la préfecture d'Ibaraki, à quelque 150 kilomètres au nord-est de Tokyo, sur la côte de l'océan Pacifique de Honshu, l'île principale du Japon.
Le réacteur Tōkai-II est stoppé automatiquement lors du Séisme de 2011 de la côte Pacifique du Tōhoku en mars 2011.

## Description
La centrale a été équipée de deux réacteurs construits par General Electric :
- Tokai-I : réacteur magnox de conception anglaise, du type graphite-gaz de 159 MWe, mis en service en 1966 et à l'arrêt définitif depuis 1998. Il a opéré 215 320 heures et a produit 29 millions de MWh d'électricité ;
- Tokai-II : réacteur à eau bouillante (REB) de 1 080 MWe, mis en service en 1978, à l'arrêt depuis 2011.

L'usine de fabrication de combustible nucléaire de Tōkai est installée à proximité de cette centrale.

## Accidents et incidents
- Le 30 septembre 1999, un accident de niveau INES 4 dans l'usine de Tōkai irradia 119 personnes[2].
- Le jour suivant le tremblement de terre du 11 mars 2011, une avarie a été signalée[3] : la pompe à eau du système de refroidissement du réacteur no 2 de la centrale de Tokai cesse de fonctionner, selon l’agence Kyodo qui cite les pompiers. Mais un système de refroidissement de secours (une pompe secondaire) est mis en marche[4].
- En juin 2016, une fuite de liquide radioactif a été découverte dans le sous-sol du bâtiment de traitement des déchets radioactifs de la centrale, ainsi qu'à un niveau supérieur dans la pièce des équipements des valves d'une citerne[5].